# ان‌جی‌سی ۴۷۰۰
ان‌جی‌سی ۴۷۰۰ (انگلیسی: NGC 4700) نام یک کهکشان مارپیچی در صورت فلکی دوشیزه است.